# Sermizelles
Sermizelles est une commune française située dans le département de l'Yonne, en région Bourgogne-Franche-Comté.

## Géographie
Sermizelles est un village de la vallée de la Cure, au nord du Morvan.
Le village est situé sur la route nationale 6 entre Avallon et Auxerre. Il est distant d'Auxerre de 40 km, d'Avallon de 11 km, et de Vézelay de 11 km. On peut y accéder par la nationale 6 ou par le train (arrêt : Sermizelles-Vézelay).

« Ce village est très agréablement bâti dans une plaine fertile entre la Cure et une haute colline très-rapide de pente et à-demi boisée, se détachant par deux vallons étroits du grand plateau, lui-même couvert de forêts, qui s'étend entre Précy-le-Sec au nord, et Lucy-le-Bois à l'est. »

« Sermizelles se trouve, comme Voutenay-sur-Cure, au milieu des couches de la grande-oolite. Sur plusieurs points, les calcaires blanc-jaunâtre sont à découvert et renferment des pholadomyes, des panopées, des ammonites. »

### Climat
Pour des articles plus généraux, voir Climat de la Bourgogne-Franche-Comté et Climat de l'Yonne.
En 2010, le climat de la commune est de type climat océanique dégradé des plaines du Centre et du Nord, selon une étude du Centre national de la recherche scientifique s'appuyant sur une série de données couvrant la période 1971-2000. En 2020, Météo-France publie une typologie des climats de la France métropolitaine dans laquelle la commune est exposée à un climat océanique altéré et est dans la région climatique  Lorraine, plateau de Langres, Morvan, caractérisée par un hiver rude (1,5 °C), des vents modérés et des brouillards fréquents en automne et hiver. 
Pour la période 1971-2000, la température annuelle moyenne est de 10,6 °C, avec une amplitude thermique annuelle de 15,5 °C. Le cumul annuel moyen de précipitations est de 750 mm, avec 11,7 jours de précipitations en janvier et 7,8 jours en juillet. Pour la période 1991-2020, la température moyenne annuelle observée sur la station météorologique de Météo-France la plus proche, « Merry-sur-Yonne », sur la commune de Merry-sur-Yonne à 12 km à vol d'oiseau, est de 11,5 °C et le cumul annuel moyen de précipitations est de 776,9 mm. 
La température maximale relevée sur cette station est de 40,7 °C, atteinte le 7 août 2003 ; la température minimale est de −22 °C, atteinte le 16 janvier 1985,,. 
Les paramètres climatiques de la commune ont été estimés pour le milieu du siècle (2041-2070) selon différents scénarios d'émission de gaz à effet de serre à partir des nouvelles projections climatiques de référence DRIAS-2020. Ils sont consultables sur un site dédié publié par Météo-France en novembre 2022.

## Urbanisme

### Typologie
Au 1er janvier 2024, Sermizelles est catégorisée commune rurale à habitat dispersé, selon la nouvelle grille communale de densité à sept niveaux définie par l'Insee en 2022.
Elle est située hors unité urbaine. Par ailleurs la commune fait partie de l'aire d'attraction d'Avallon, dont elle est une commune de la couronne,. Cette aire, qui regroupe 74 communes, est catégorisée dans les aires de moins de 50 000 habitants,.

### Occupation des sols
L'occupation des sols de la commune, telle qu'elle ressort de la base de données européenne d’occupation biophysique des sols Corine Land Cover (CLC), est marquée par l'importance des forêts et milieux semi-naturels (67,3 % en 2018), en diminution par rapport à 1990 (69 %). La répartition détaillée en 2018 est la suivante : 
forêts (64,5 %), terres arables (18 %), prairies (10,5 %), zones urbanisées (4,1 %), milieux à végétation arbustive et/ou herbacée (2,9 %). L'évolution de l’occupation des sols de la commune et de ses infrastructures peut être observée sur les différentes représentations cartographiques du territoire : la carte de Cassini (XVIIIe siècle), la carte d'état-major (1820-1866) et les cartes ou photos aériennes de l'IGN pour la période actuelle (1950 à aujourd'hui).

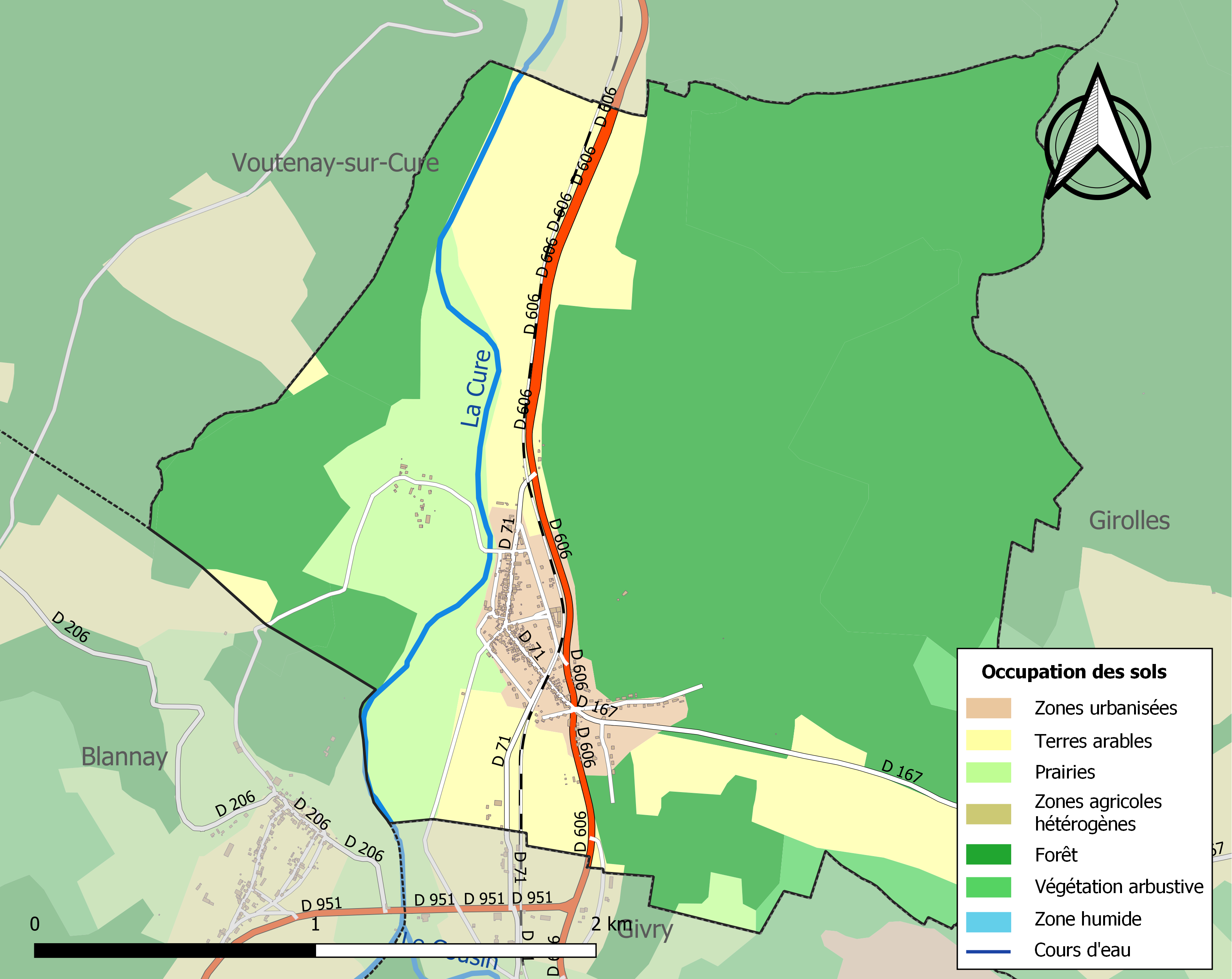
Carte des infrastructures et de l'occupation des sols de la commune en 2018 (CLC).

## Topologie
Uzell serait la traduction celte de montagne : nom qu'aurait porté depuis toujours la colline de la Vierge qui surplombe le village.

Sarmisoliae, Sarmisola (XIIe siècle), Sermiseles (1347), Sarcitorium (Courtépée, 1779), viendrait du nom d'auxiliaires sarmates installés vers 275 par les Romains pour défendre la voie romaine proche, à partir du camp militaire de Cora ou Chora à Saint-Moré distant de quelques kilomètres ; mais il est bien curieux de parler de Sarmates sous l'empereur Aurélien car de son temps on évoque plutôt les Goths, autorisés par les Romains à séjourner beaucoup plus à l'Est que l'actuel département de l'Yonne, en Mésie (sud du cours inférieur du Danube). L'installation de Sarmates en Gaule ne peut être antérieure à 375.

## Histoire
Le lieu-dit le Cotas de la Varenne semble avoir été habité à l'époque du bronze, vers 1200 av. J.-C. comme l'attestent les caches de fondeurs exposées en 1985 au musée d'Avallon.
Trois sites de villae sont connus. 
- Le Champ de la Pierre, à un peu plus de 1 km au nord du village, en rive droite (côté Est) de la Cure entre celle-ci et la D606. Ce site est révélé à la suite du percement de la voie ferrée (qui longe la D606) en 1876, percement qui a mis au jour des fosses dont certaines contenaient du mobilier antique. Des prospections alentour s'ensuivirent, mettant au jour une villa datée de la fin de la période gauloise. Son occupation à l’époque gallo-romaine semble avoir été très réduite[18].
- La Brosse-Conge, actuellement un hameau en rive gauche (côté ouest), face au château se trouvant au nord du village. Ce hameau est construit au-dessus d'un établissement rural antique occupé à l'époque gallo-romaine et durant le haut Moyen Âge[18].
- Le Champ de la Bataille Nord , signalé par l'abbé Fr. Poulaine et à sa suite par l'abbé Parat mais sans avoir été l'objet de repérages depuis. Il est dans le prolongement du site du Champ de la Bataille sur la commune voisine Givry au sud[18].

En 448, le convoi transportant le corps de l'évêque d'Auxerre saint Germain d'Auxerre et venant de Ravenne traverse le village.
En 1164, Charles le Chauve fait don de Sermizelles à l'abbaye de Saint-Martin d'Autun. En avril 1164, le pape Alexandre III, réfugié en France, confirme dans une bulle l'appartenance de Sermizelles (Ecclesiam Surmiseliis) à cette abbaye.
La fin du XIIe siècle voit la construction de l'église avec son clocher fortifié. Elle inclut plusieurs sortes de canonnières. Malgré ces moyens de défense, elle est prise en 1427 (guerre de Cent Ans). Re-fortifiée au XVIe siècle, elle inclut alors : d'étroites arquebusières avec fente de visée en façade à tous les niveaux ; des orifices circulaires étroits servant de canonnières sur  la  tourelle  d’escalier sur le côté nord-est du clocher ; et au rez-de-chaussée, des canonnières à la française rectangulaires, qui donnent un angle de tir plus large. 

À cette époque, le village est circonscrit dans un mur d'enceinte qui comprend 8 tours et deux portes fortifiées. Les fossés sont alimentés en eau par une dérivation de la Cure. Un petit château est construit, dont il ne reste que les aménagements du XVIIe siècle. Ce château a appartenu à Robert de Domecy qui a commandé la décoration de la salle à manger au peintre Odilon Redon. Un travail d'envergure par le nombre de panneaux (dix-huit ; il n'en subsiste plus que seize aujourd'hui), par leurs dimensions (le plus grand atteint presque 2,50 m de haut), par leur technique mixte (pastel, huile, détrempe) et par le fait que l'iconographie est laissée à l'appréciation de l'artiste.  
En 1347, l'abbé de Saint-Martin Geoffroy de Girolles fonde un "luminaire de cire" à Sermiseles,, c'est-à-dire qu'il fait une donation pour entretenir la cure et les services probables d'un luminier ou intendant. Dom Alexandre, abbé de Saint-Martin, cède en 1373 des terres à Girolles et à Sermizelles aux moines du Prieuré de Bragny dépendant de son abbaye, pour leur vie durant.
1793 : le 29 Brumaire de l'an II, soit le 19 décembre, le préfet de l'Yonne nomme Louis Gourlet premier maire de Sermizelles.
En 1927, l'électrification du village est réalisée.
En 1964, construction de la station de pompage et du réseau de distribution suivis du tout-à-l'égout et de la station d'épuration.

## Politique et administration
| Période       | Période      | Identité          | Étiquette | Qualité   |
| ------------- | ------------ | ----------------- | --------- | --------- |
| 1793          |              | Louis Gourlet     |           | 1er maire |
|               |              |                   |           |           |
| 1950          | 1971         | Robert Guy        |           |           |
| 1977          | 1988         | Lucien Roy        |           |           |
| 1988          | octobre 2010 | Pierre Bertoux    |           |           |
| décembre 2010 | 2014         | Isabelle Sautreau |           |           |
| 2014          | En cours     | Franck Moinard    | SE        | Retraité  |

## Démographie
En 2022, la commune de Sermizelles comptait 249 habitants. À partir du XXIe siècle, les recensements réels des communes de moins de 10 000 habitants ont lieu tous les cinq ans. Les autres chiffres sont des estimations.
| 1543 | 1590 | 1605 | 1679 | 1720 |
| ---- | ---- | ---- | ---- | ---- |
| 435  | 400  | 175  | 450  | 250  |

| 1793 | 1800 | 1806 | 1821 | 1831 | 1836 | 1841 | 1846 | 1851 |
| ---- | ---- | ---- | ---- | ---- | ---- | ---- | ---- | ---- |
| 330  | 350  | 336  | 402  | 362  | 365  | 394  | 396  | 373  |

| 1856 | 1861 | 1866 | 1872 | 1876 | 1881 | 1886 | 1891 | 1896 |
| ---- | ---- | ---- | ---- | ---- | ---- | ---- | ---- | ---- |
| 328  | 349  | 342  | 362  | 319  | 317  | 305  | 313  | 318  |

| 1901 | 1906 | 1911 | 1921 | 1926 | 1931 | 1936 | 1946 | 1954 |
| ---- | ---- | ---- | ---- | ---- | ---- | ---- | ---- | ---- |
| 278  | 266  | 255  | 231  | 246  | 250  | 251  | 266  | 248  |

| 1962 | 1968 | 1975 | 1982 | 1990 | 1999 | 2005 | 2006 | 2010 |
| ---- | ---- | ---- | ---- | ---- | ---- | ---- | ---- | ---- |
| 263  | 306  | 218  | 201  | 204  | 225  | 264  | 262  | 286  |

| 2015 | 2020 | 2022 | - | - | - | - | - | - |
| ---- | ---- | ---- | - | - | - | - | - | - |
| 262  | 244  | 249  | - | - | - | - | - | - |

## Lieux et monuments
- Tour Malakoff
- Chapelle Notre Dame d'Orient[26]

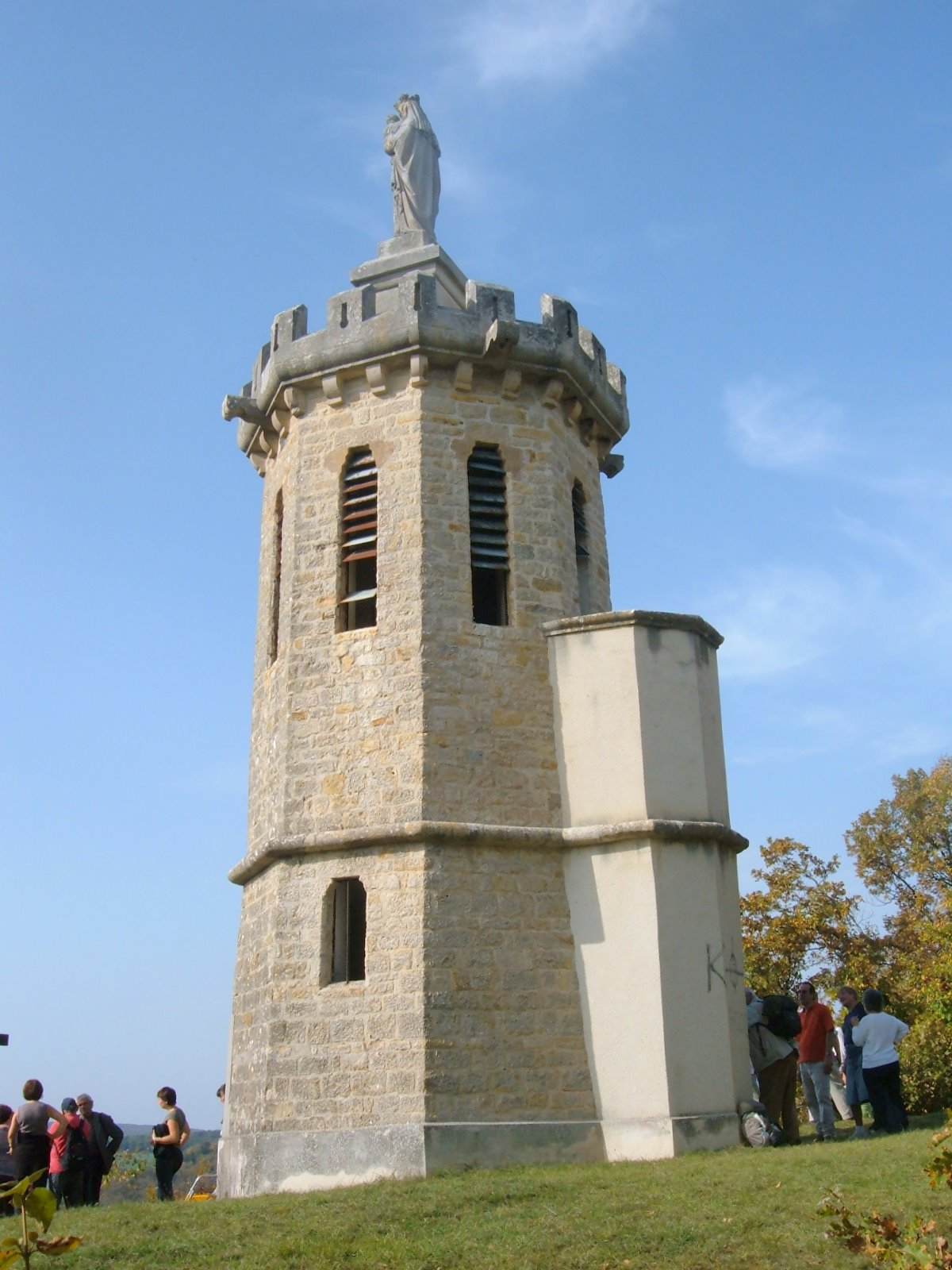
Tour Malakoff.

Dans les années 1950, il fut envisagé la construction d'une chapelle pour accueillir les pèlerins. L'abbé Henri Blanc parvint à rassembler les bonnes volontés et l'architecte et sculpteur Marc Hénard (1919-1992) fut chargé du projet.
Et le 3 juin 1958, c'est une chapelle à l'architecture résolument moderne qui fut bénie par l'abbé de la Pierre-qui-Vire, Dom Denis Huerres, un siècle exactement après l'édification de la tour Malakoff.
La chapelle est construite en béton et pierres, dont une partie provient de maisons en ruine de Tharot et Girolles. Les vitraux sont l'œuvre de Marc Hénard, également maître-verrier.
Depuis 2005, l'association Notre-Dame D'Orient s'est fixé pour objectif la sauvegarde, la restauration, la protection et l'animation de la chapelle et du site.
- Église XIIe siècle - Clocher fortifié du XVIe siècle, sa charpente a été réalisée par des Compagnons charpentiers de marine en 1561.
- Lavoir (1899).
- Pont avec bornes chasse-roues (1830).

## Cinéma
Le film "Une fille unique", présenté au festival de Cannes en 1976, a été entièrement tourné à Sermizelles. Un grand nombre d'habitants du village figuraient dans le film, à l'époque interdit aux moins de 13 ans.
Un film de Philippe Nahoun, avec Sophie Chemineau, Bruno La Brasca, Philippe Nahoun, Josiane Balasko

## Pour approfondir